# Sumidero (Aguas Buenas)
Sumidero es un barrio ubicado en el municipio de Aguas Buenas en el estado libre asociado de Puerto Rico. En el Censo de 2010 tenía una población de 8008 habitantes y una densidad poblacional de 486,23 personas por km².

## Geografía
Sumidero se encuentra ubicado en las coordenadas 18°13′34″N 66°7′23″O / 18.22611, -66.12306. Según la Oficina del Censo de los Estados Unidos, Sumidero tiene una superficie total de 16.47 km², de la cual 16.46 km² corresponden a tierra firme y (0.03%) 0.01 km² es agua.

## Demografía
Según el censo de 2010, había 8008 personas residiendo en Sumidero. La densidad de población era de 486,23 hab./km². De los 8008 habitantes, Sumidero estaba compuesto por el 70.28% blancos, el 16.22% eran afroamericanos, el 0.59% eran amerindios, el 0.04% eran asiáticos, el 7.14% eran de otras razas y el 5.73% pertenecían a dos o más razas. Del total de la población el 99.78% eran hispanos o latinos de cualquier raza.